# Erdőszéli csiperke
Az erdőszéli csiperke (Agaricus arvensis) az Agaricomycetes osztályának kalaposgombák (Agaricales) rendjébe, ezen belül a csiperkefélék (Agaricaceae) családjába tartozó, Eurázsiában és Észak-Amerikában honos, erdőkben, erdőszéleken, réteken élő, ehető gombafaj.

## Előfordulása és termőhelye
Európában, Ázsia egy vidékein (Nyugat-Ázsia, Üzbegisztán, Távol-Kelet) és Észak-Amerikában honos. Ausztráliába és Új-Zélandra behurcolták. Magyarországon gyakori. 
Lombos- és fenyőerdőkben él, általában az erdőszéleken. A magyarországi akácosok egyik leggyakoribb gombája. Megtalálható ritkás erdőkben, erdőszéleken, tisztásokon, bokros helyeken, erdei utakon, réten, kertben is. Májustól novemberig terem. 
Jó ízű, ehető gomba.

## Megjelenése
Az erdőszéli csiperke kalapja 8-15 (20) cm széles, eleinte félgömb alakú, majd domborúan, idősen laposan kiterül de púpos marad. Színe fehér, idővel krémsárgásra változik, nyomásra kissé sárgul. Felülete sima vagy finoman pelyhes.
Húsa vastag, kissé merev. Színe fehér, a kalapbőr alatt vagy a tönk tövében kissé sárgás lehet. Idősen szürkülhet. Íze kellemes, kissé diószerű vagy édeskés, nem jellegzetes; szaga erős, ánizs- vagy mandulaszerű. 
Sűrű lemezei szabadon állnak. Színük fiatalon piszkosfehér, majd szürkés hússzínűre, idősen csokoládébarnára sötétednek. Az idős gomba lemezei vizesek, nyirkosak.
Tönkje 5-16 cm magas és 1-3 cm vastag. Alakja hengeres, töve kissé bunkósan megvastagodott. Színe fehér, nyomásra sárgul. Felülete selymes. Gallérja jól fejlett,  vastag vagy hártyaszerű, alsó oldalán pelyhes vattaszerű, fehér, esetleg szalmaszínű, elálló vagy lelógó. A gallér alsó része fogaskerékszerűen díszített. Bocskora nincs.
Spórapora sötét bíborbarna. Spórája ellipszis alakú, sima, mérete 6-9 x 4-6 µm.

### Hasonló fajok
A halálosan mérgező gyilkos galócával, a nem ehető karbolszagú csiperkével vagy az ehető mezei csiperkével és gumós csiperkével lehet összetéveszteni.

## Képek

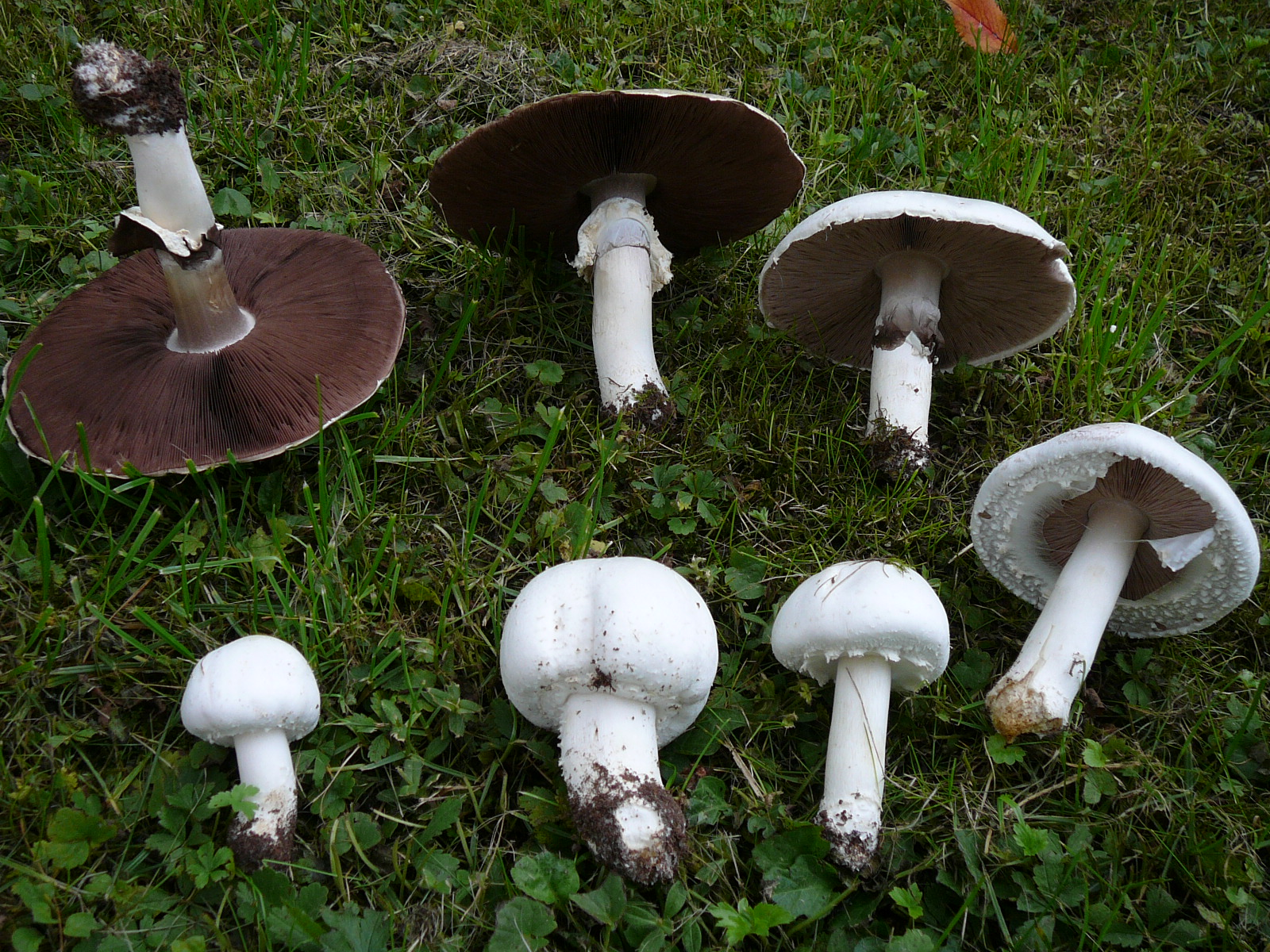
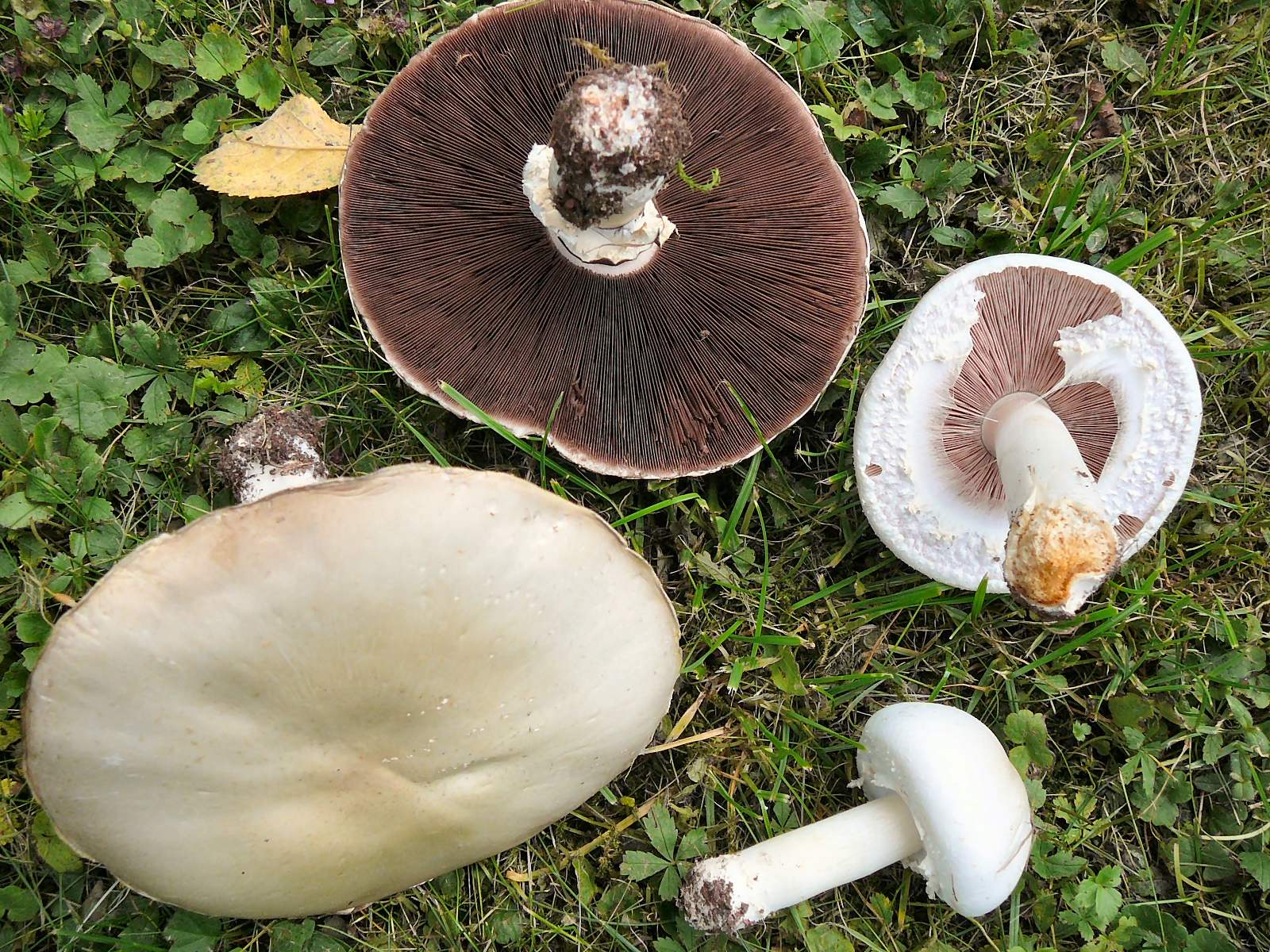
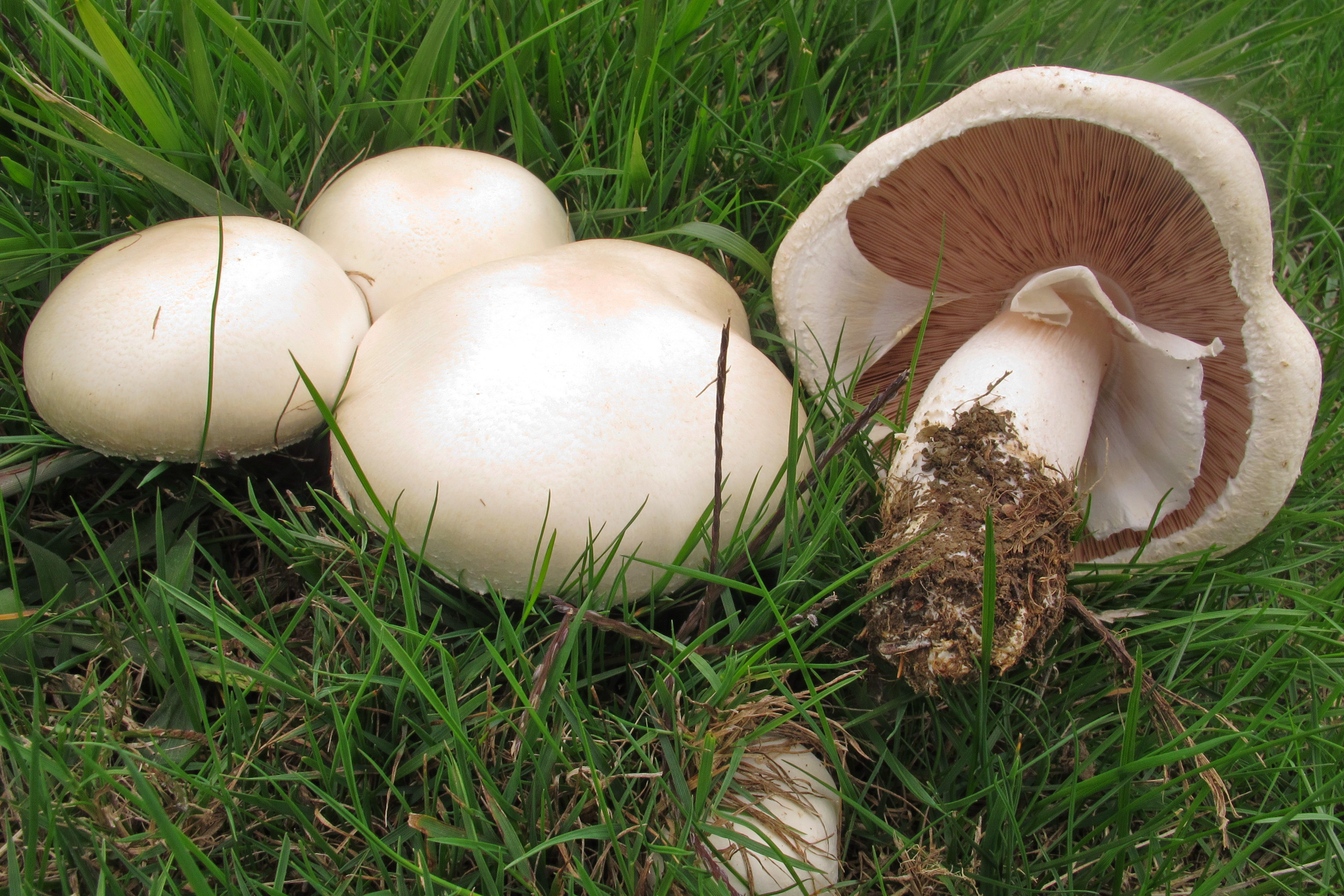
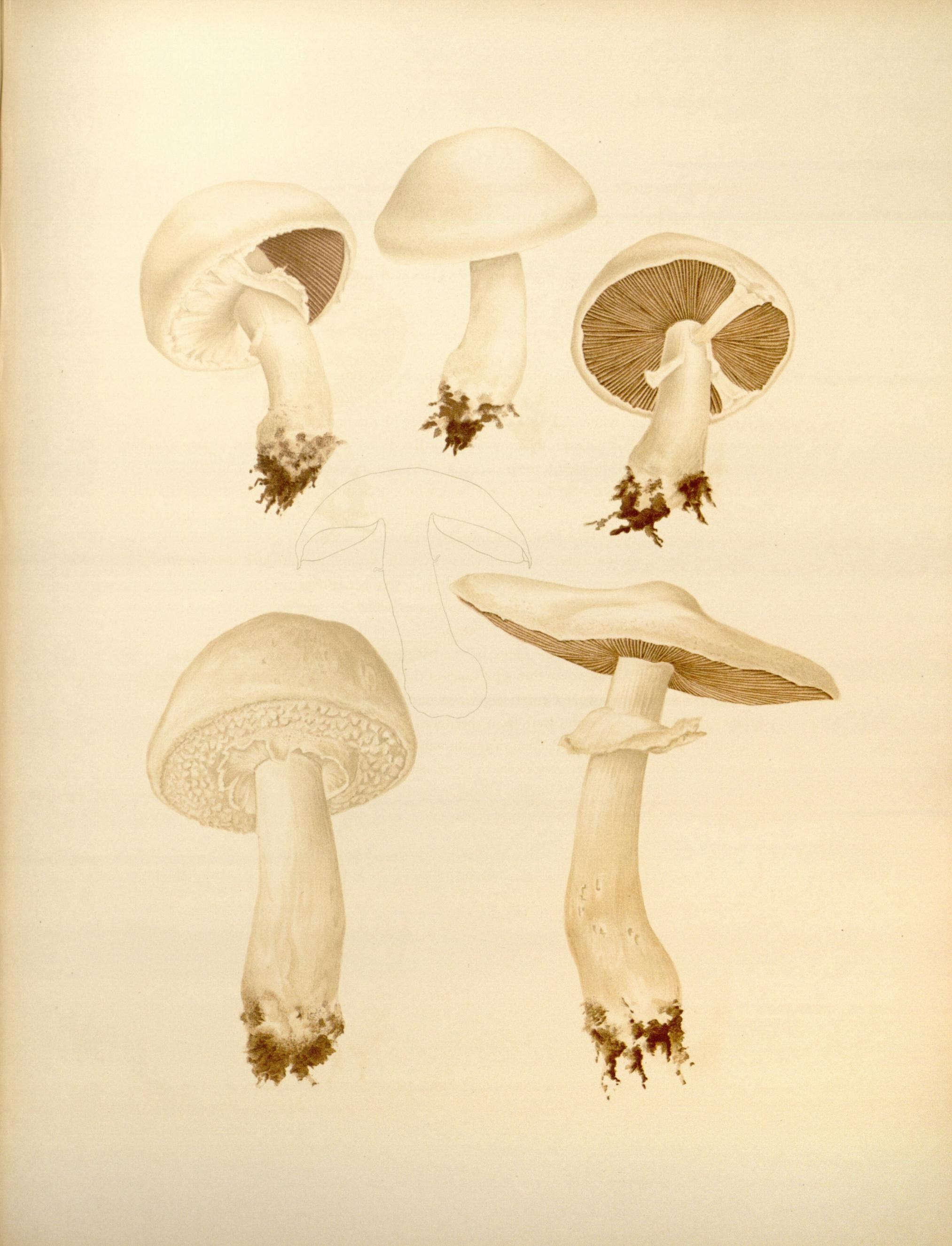